# Bodrum
Bodrum est une ville du sud-ouest de la Turquie, située dans la province de Muğla.
La ville fut fondée par les Grecs sous le nom d’Halicarnasse. Port bordé par le golfe de Cos (mer Égée), elle compte officiellement un peu plus de 88 000 habitants (en pratique plusieurs centaines de milliers en été). Elle devint à partir des années 1960 un centre touristique grâce aux efforts de l'écrivain Cevat Şakir.
Aujourd'hui, il s'agit d'une station balnéaire touristique très fréquentée et particulièrement prisée par la bourgeoisie d'Istanbul et les touristes étrangers. Bodrum est en outre l'escale de nombreuses croisières. On[Qui ?] l'appelle parfois le « Saint-Tropez turc ». La ville est active et animée que ce soit le jour ou la nuit. Au plus haut de la période estivale, la population de l'agglomération est multipliée par six ou sept et dépasse parfois le demi-million d'habitants.
La ville est desservie par l'aéroport de Bodrum Milas de Milas (code AITA : BJV).

## Étymologie
Le nom Bodrum serait une déformation du latin Petreum, ou Petronium ; survenue au fil du temps à partir du nom du château Saint-Pierre.

## Histoire

### Période grecque

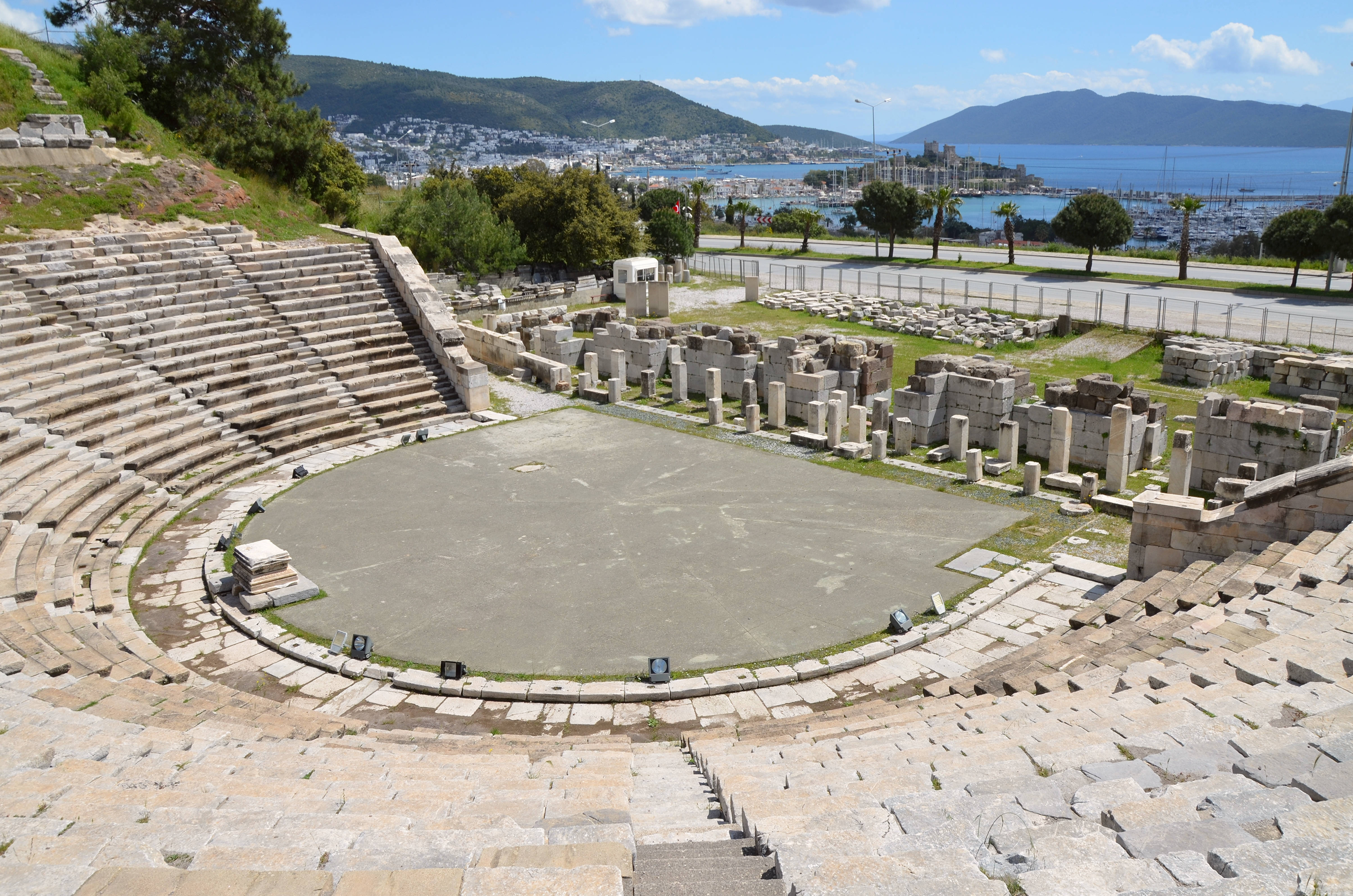
Vestiges du théâtre de l'ancienne Halicarnasse.

La ville est fondée, sous le nom d’Halicarnasse (en grec ancien Ἁλικαρνασσός / Halikarnassós) par les Doriens (fl. -1110).
Exclue de l'hexapole dorienne, elle devient le centre d'un petit royaume avant de passer sous domination achéménide.
Elle voit naître l'historien Hérodote (circa -484), puis devient la capitale de la satrapie perse de Carie. À la mort du satrape Mausole (-353), sa sœur et épouse Artémise II fait construire un immense cénotaphe, le Mausolée, l'une des Sept Merveilles du monde, qui rend la ville célèbre.
Assiégée par Alexandre le Grand (334 av. J.-C.), la ville est incendiée et s'en remet difficilement.

### Moyen Âge

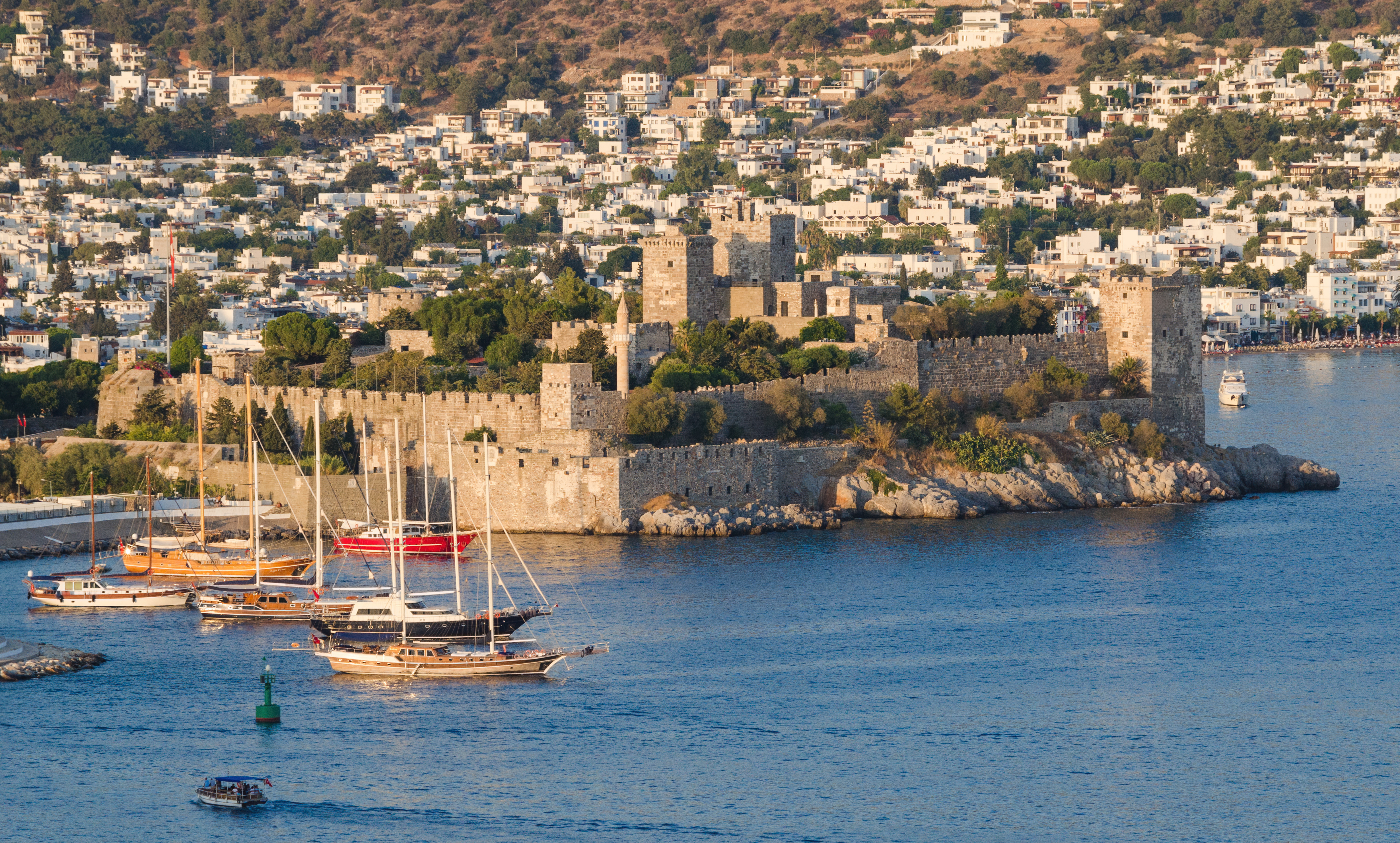
Château Saint-Pierre

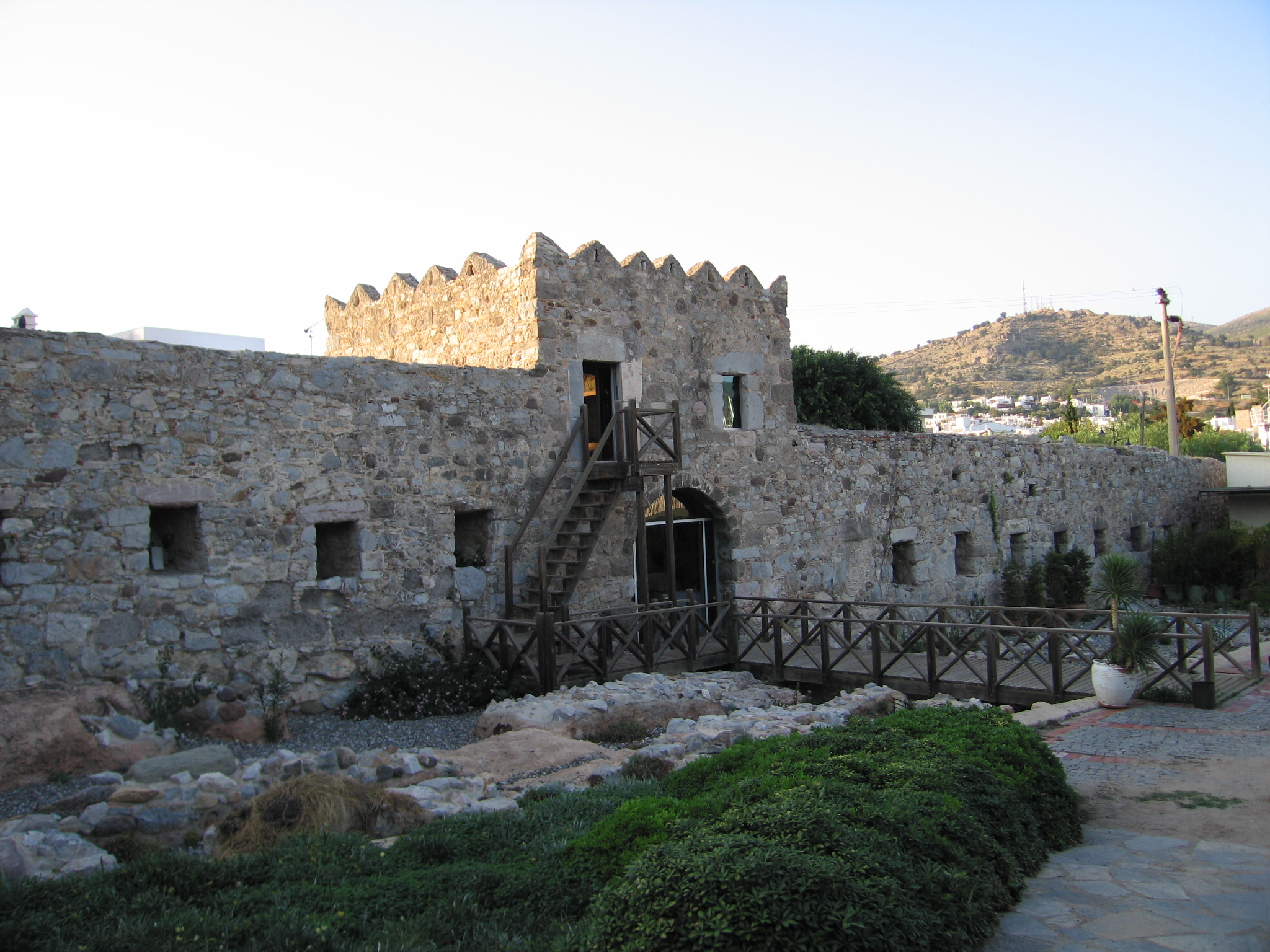
Fortifications du chantier naval (XVIIIe siècle)

Au XIVe siècle, la destruction du mausolée fut achevée par un tremblement de terre.
En 1402, l'empire ottoman fut désorganisé par les attaques de Tamerlan, en particulier à la suite de la défaite d'Ankara. Les Hospitaliers de l'ordre de Saint-Jean de Jérusalem en profitèrent pour construire un robuste château-fort, auquel ils donnèrent le nom de saint Pierre, à partir des matériaux du mausolée. Durant plus d'un siècle ils ne cessèrent d'améliorer les défenses du site. Le château fut assiégé vainement en 1453 et 1480
En 1522, les Ottomans, sous la direction du sultan Soliman le Magnifique, entrèrent dans Rhodes au terme d'un siège de six mois. Le sultan, sensible à l'austérité de vie des « moines soldats », et au courage qu'ils avaient manifesté durant le siège sous la direction de leur grand maître, Philippe Villiers de l'Isle-Adam, les laissa quitter Rhodes en toute liberté (1er janvier 1522) après s'être fait remettre toutes les possessions de l'Ordre des Hospitaliers dans le Dodécanèse, ainsi que le château Saint-Pierre. Le village de Bodrum se développa ensuite grâce au commerce des éponges.
Le nom de Saint-Pierre, Petreum en latin, sera déformé en Bodrum par les Turcs.
La première mention des chantiers navals date de 1727, mais c'est en 1770, après la destruction de la flotte ottomane dans le port de Çeşme, que les chantiers furent agrandis. Un décret impérial imposa en effet la construction d'une nouvelle flotte. La difficulté à maintenir un approvisionnement en bois précipita le déclin de ces chantiers, déclin scellé par un décret de 1833 qui interdit la construction de grands navires à Bodrum.

### XIXeetXXesiècles
En 1824, la ville servit de base arrière à l'armée turque durant la révolte grecque : le château servit de garnison, les chantiers navals furent fortifiés.
Le château fut utilisé comme prison entre 1895 et 1915, mais abandonné à la suite du bombardement par le cuirassé français Duplex en mai 1915 qui endommagea sérieusement l'édifice. Il fut restauré entre 1960 et 1964 ; il abrite aujourd'hui un musée d'archéologie sous-marine.
En 1925, l'écrivain Cevat Şakir, exilé à Bodrum, prit goût à la ville. Il ne ménagea pas ses efforts pour développer le tourisme, allant jusqu'à prendre le surnom de Pêcheur d'Halicarnasse.

## Lieux et monuments
- Château Saint-Pierre, et son Musée d'archéologie sous-marine ;
- Théâtre antique de 13 000 places ;
- Fouilles du Mausolée d'Halicarnasse ;
- Fouilles du Temple de Mars ;
- Chantier naval historique, transformé en jardin public ;
- Rues commerçantes ;

## Personnalités liées à la ville
- Denys d'Halicarnasse
- Mausole
- Hérodote
- Artémise Ire
- Artémise II
- Julien d'Halicarnasse
- Ada de Carie
- Dragut
- Cevat Şakir, « Le Pêcheur d'Halicarnasse ».
- Nermin Neftçi (1924-2003), juriste et femme politique, morte à Bodrum.

## Galerie

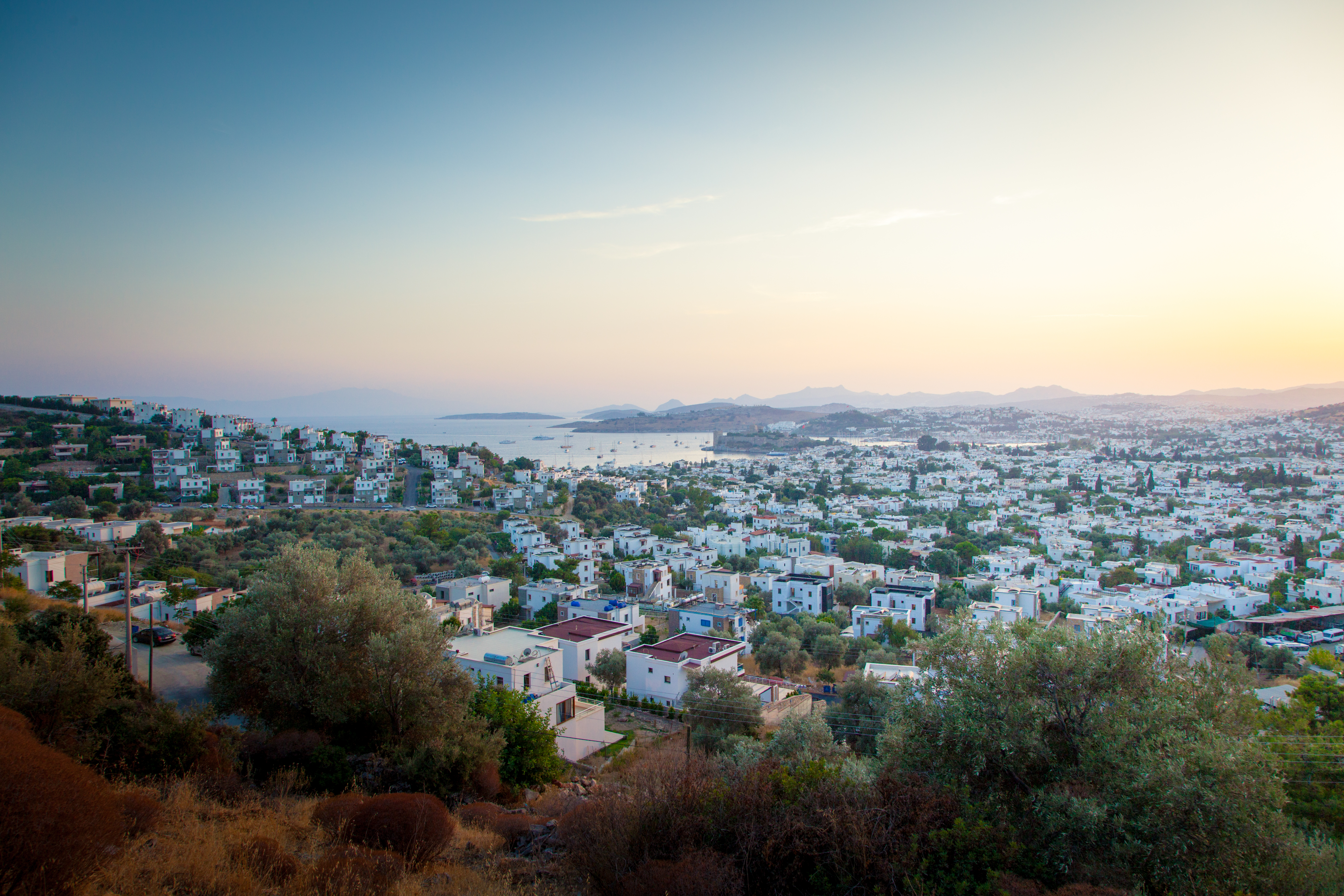
Vue générale de Bodrum
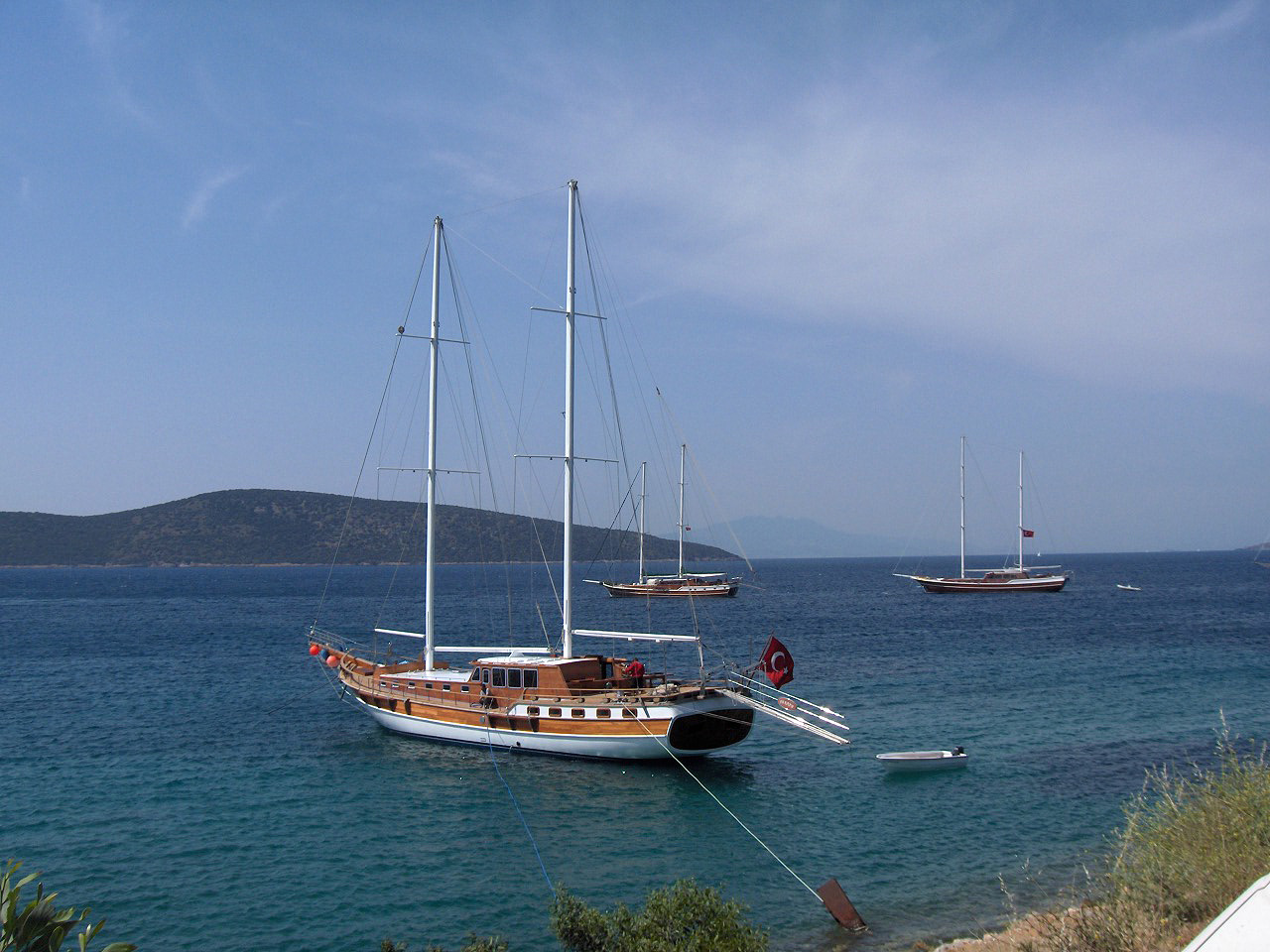
Goélettes de type goélette près de Bodrum
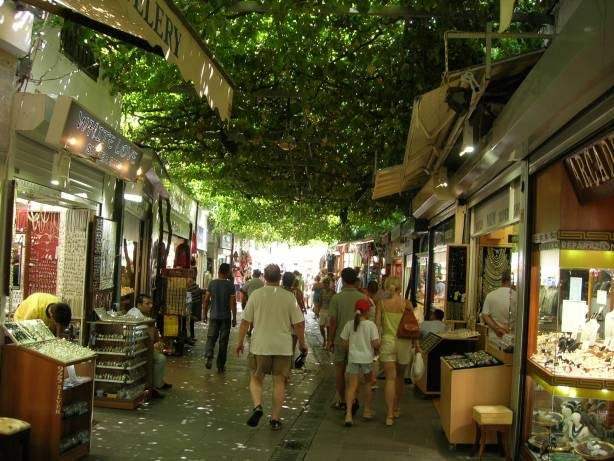
Une rue commerçante
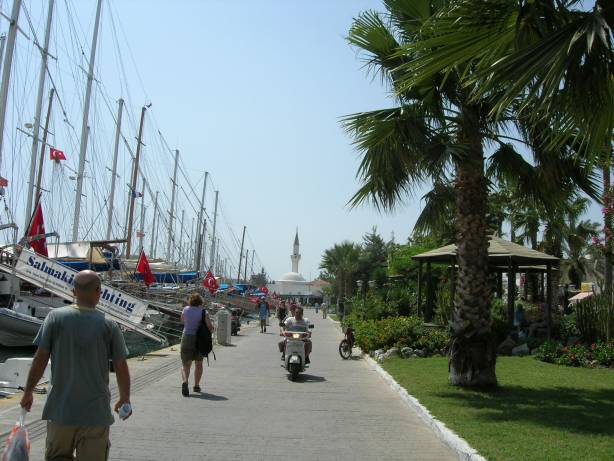
Marina